# Conjuntivitis actínica
La conjuntivitis actínica es una inflamación del ojo contraída de una exposición prolongada a los rayos actínicos (ultravioleta). 

## Etiología
La mayoría de los casos la afección es causada por la exposición prolongada a la luz de Klieg, lámparas terapéuticas, o antorchas de acetileno. Otros nombres para la enfermedad incluyen la conjuntivitis de Klieg, quemadura de ojos, conjuntivitis del soldador, queratoconjuntivitis por flash, la oftalmía rayos actínicos, la oftalmía de rayos X y rayos ultravioleta.

## Cuadro clínico
Los síntomas son enrojecimiento e hinchazón de los ojos. 